# 阿扎曼蒂奥斯·科莱斯

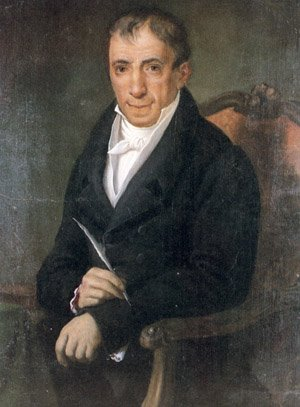
阿扎曼蒂奥斯·科莱斯

阿扎曼蒂奥斯·科莱斯（1748年4月27日—1833年4月6日），一位奠定現代希臘文學和希臘啟蒙運動的偉大希臘學者，也是希臘獨立前知識復興的領導人物。他畢生的努力替希臘獨立戰爭打下厚實的路基，並讓希臘人後續的民族獨立運動走上康莊大道，這跟他創立了純正希臘語（Καθαρεύουσα，英文念作「Katharevousa」）有巨大的因果關係。大英百科全書讚譽他：「對現代希臘的文學和文化偉業，跟義大利的但丁和德意志的馬丁路德相比也是不惶多讓」。

## 生平

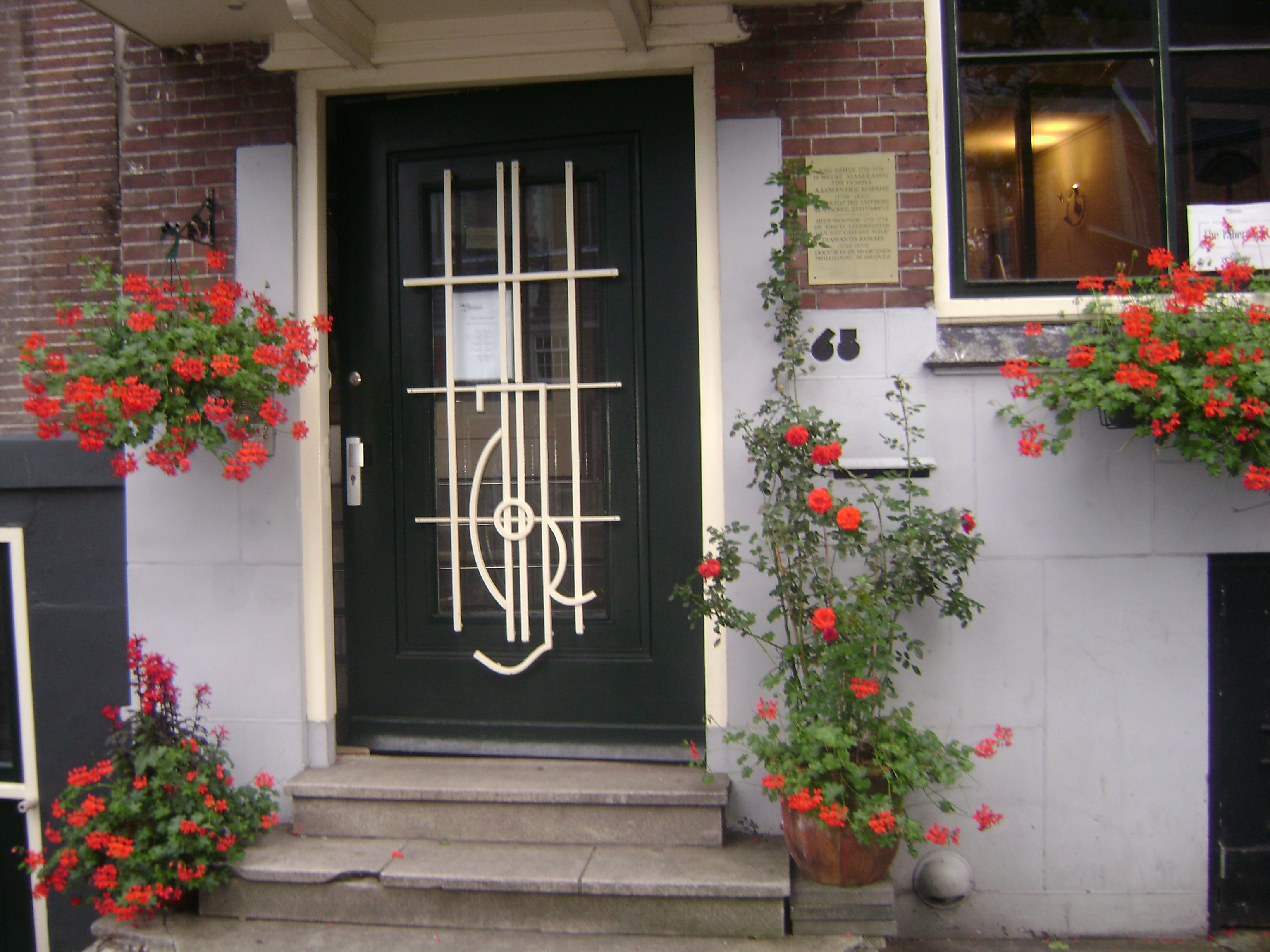
科莱斯在阿姆斯特丹的宅第

1748年他出生於士麥拿，是一名奇歐斯島商人的兒子，並對奇歐斯島有高度認同（他很可能根本沒住過此島）。科莱斯在士麥拿的老師是一位荷蘭新教牧師哈德·基恩。這位老師將拉丁文與大量西方古典學術著作介紹給科莱斯，而他也對哲學、語言學和文學展現了巨大的熱情。
科莱斯曾在1771至1778年間，在阿姆斯特丹度過多年不愉快的商人生涯，因為他對知識跟學術的巨大熱情，使他決定攻讀大學，並在大學學到古拉丁文跟古希臘語之外的荷語、法語、英語。他在荷蘭所體驗的文明生活與自由舒適，使他對鄂圖曼土耳其的不自由產生終生的敵意，他覺得鄂圖曼只是野獸的同義詞而已。
他在1782-1786年間，曾於法國的蒙彼利埃大學研讀醫學，並在1787年拿到博士學位；但他的主要興趣還是古典文獻學，很快成為了一流的古典學者。1788-1833年間，他頗長時間住在巴黎，在那裏親身體驗了法國大革命及相關重大事件、拿破崙戰爭的始末。作為一名，「中庸之道」（接近保守主義）的支持者，他對暴民政治產生警覺和敵意，於是將拿破崙視為「暴君們的暴君」。

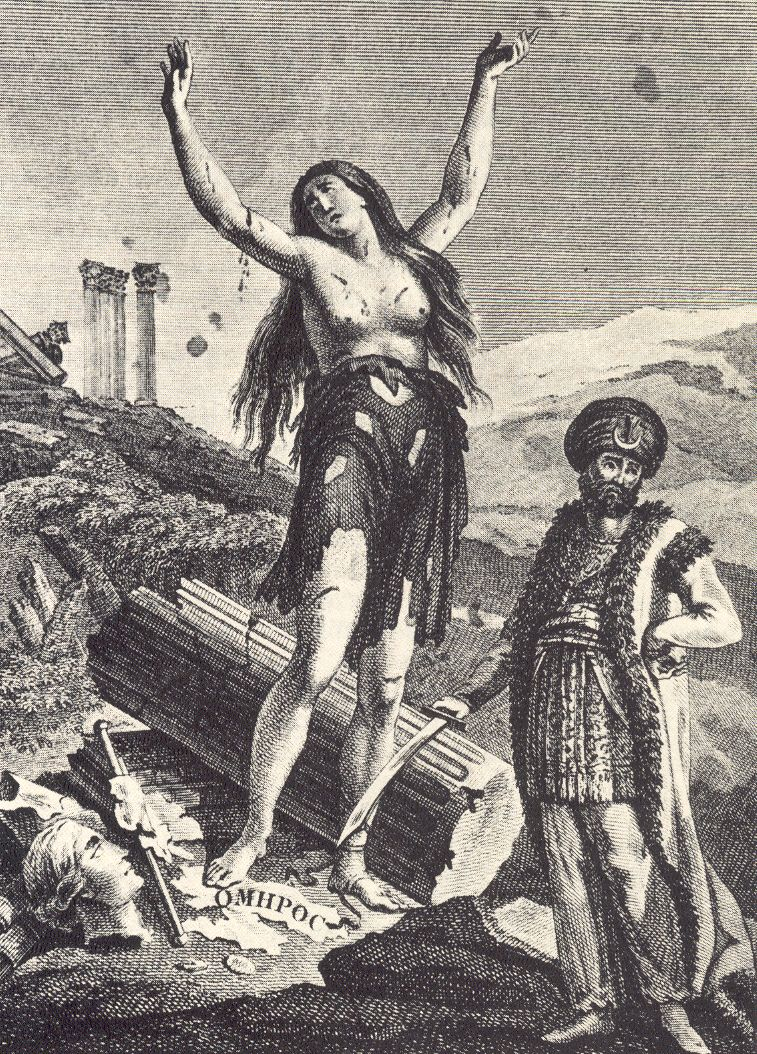
1801年科莱斯代表作《軍事呼籲》一書的封面，慶祝希臘軍隊在埃及和法軍並肩作戰

科莱斯是一位死氣沉沉的憂鬱症患者，他在巴黎追求的是傳統學術、提升希臘人民的教育水準也即慢慢讓希臘人民發現祖先過往的輝煌其實是常受到歐洲人民羨慕的。為了達到知識啟蒙與傳統復興的這個目標，他堅信必須先出版一套「希臘叢書」，其中包括克種版本的古希臘著作。其對象主要是希臘讀者，每本書也必須附有導讀性的前言。從知識分子扮演的社會功能到希臘語文的規範等議題，科莱斯都積極參與辯論，發揮了無與倫比的作用。
他主張採行中庸之道，將當時通行的希臘語作為國語，但必須加以「淨化」、剔除當中的外國詞彙與文法。雖然他小心翼翼地遊走於「迷信的錫拉岩礁與懷疑的卡律布狄斯女妖」之間，但他極度厭惡中世紀時的希臘，嚴厲批評拜占庭時代教士的無知，以及希臘人在鄂圖曼時代奴才式地服從。因此他雖信仰希臘東正教，但也批評東正教會的各種規範，並使自己成為自由主義、經驗主義、理性主義和宗教寬容的支持者。

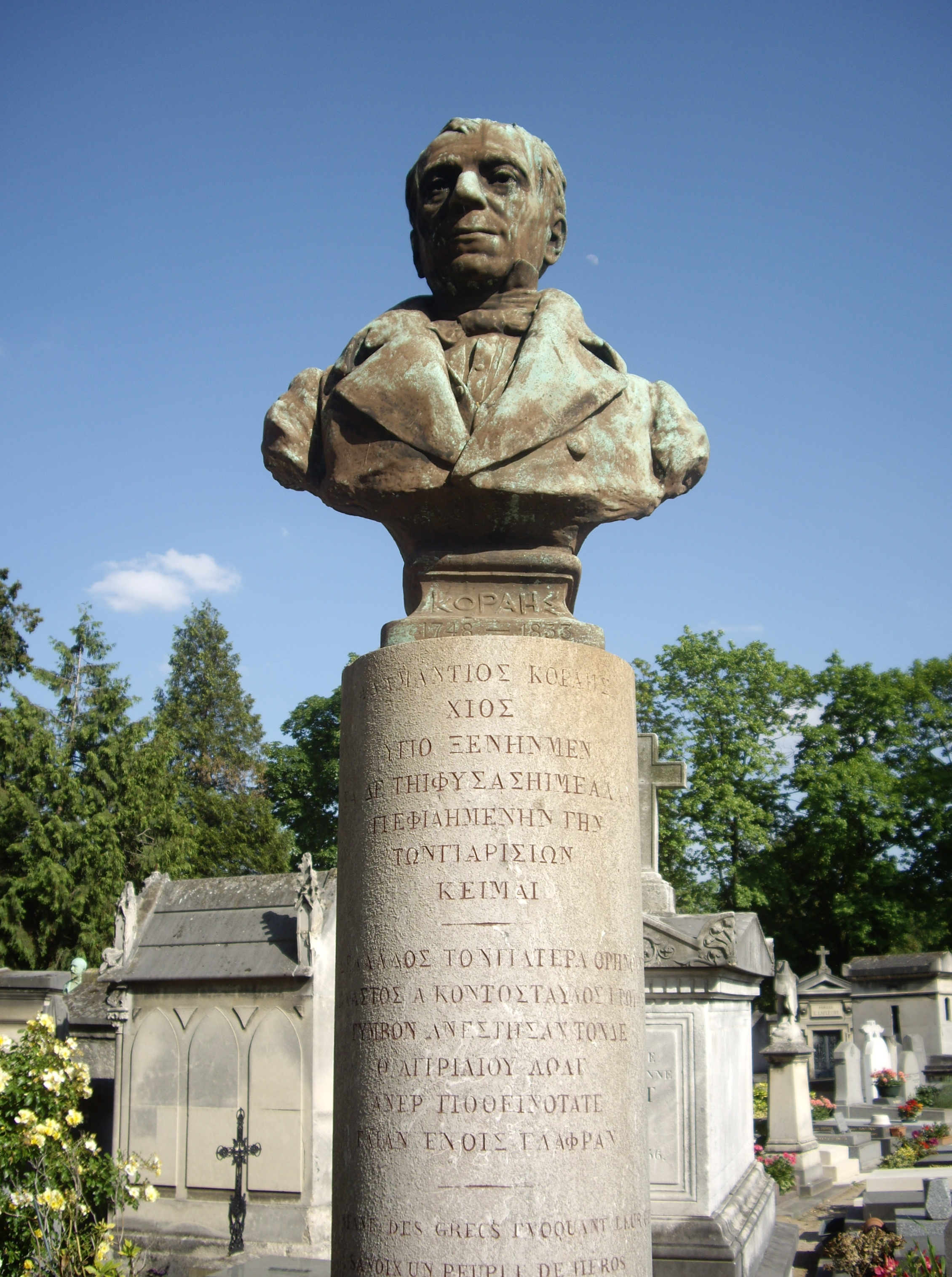
科莱斯位在法國蒙帕纳斯公墓的紀念碑

他認為希臘獨立戰爭的爆發將需要一個世代的時間完成，因為希臘人仍未達到理想中需要的教育水平。然而，他也藉由出版大眾讀物、啟迪民智的教科書來提高人民的水平，主要目視確保其同志們在獨立成功並將鄂圖曼趕走後，不會成為一方土霸去殘害下層的同胞。
懷著同樣的心情，他也對1827年出任希臘首任總統──愛奧尼斯·卡波季斯第亞斯提出尖銳且嚴厲的批評，他將卡波季斯第亞斯視為「趕走暴君的暴君」，促使卡波季斯第亞斯在1831年刺殺身亡。